# Americká obchodní komora při Evropské unii
Americká obchodní komora při Evropské unii (AmCham EU) je americkou obchodní komorou zastupující americké podnikatele podnikající v Evropě. Jejím cílem je v Evropě zajistit podnikatelské a investiční klima zaměřené na růst. AmCham EU usnadňuje řešení transatlantických otázek, které mají dopad na podnikání a hraje roli při vytváření lepšího porozumění postojům EU a USA v obchodních záležitostech. Souhrnné americké investice v Evropě v roce 2015 dosáhly více než 2 bilionů EUR, přímo podporují více než 4,3 milionu pracovních míst v Evropě a ročně generují miliardy eur. 
AmCham EU se zaměřuje na podporu evropských pracovních míst a na pomoc svým členským společnostem při budování vztahů a interakci s tvůrci rozhodnutí v celé Evropě.  

## Členské organizace
Členské organizace AmCham EU v současné době zahrnují více než 160 společností, z nichž většina jsou americké nadnárodní korporace. Mezi členy patří některé z největších světových značek a přední nadnárodní společnosti ze všech průmyslových a obchodních odvětví.